# Rejanellus
Genre
Rejanellus est un genre d'araignées aranéomorphes de la famille des Thomisidae.

## Distribution
Les espèces de ce genre sont endémiques des Antilles.

## Liste des espèces
Selon World Spider Catalog (version 18.0, 22/02/2017) :
- Rejanellus granulatus (Bryant, 1940)
- Rejanellus mutchleri (Petrunkevitch, 1930)
- Rejanellus pallescens (Bryant, 1940)
- Rejanellus venustus (Bryant, 1948)

## Étymologie
Ce genre est nommé en l'honneur de Rejane Rosa.

## Publication originale
- Lise, 2005 : Rejanellus, a new genus of Thomisidae (Araneae, Stephanopinae). Iheringia, Série Zoologia, vol. 95, no 2, p. 151-164 (texte intégral).